# Comuna Savciîne, Krîjopil
Savciîne (în ucraineană Савчине) este o comună în raionul Krîjopil, regiunea Vinnița, Ucraina, formată din satele Savciîne (reședința) și Teklivka.

## Demografie
Componența lingvistică a satului Savciîne
     Ucraineană (97,7%)
     Rusă (2,13%)
     Alte limbi (0,18%)
Conform recensământului din 2001, majoritatea populației satului Savciîne era vorbitoare de ucraineană (97,7%), existând în minoritate și vorbitori de rusă (2,13%).